# Jerome Steever
Jerome Steever (Wisconsin, 7 januari 1880 - San Diego, 5 januari 1957) was een Amerikaans waterpolospeler.
Jerome Steever nam als waterpoloër eenmaal deel aan de Olympische Spelen; in 1904. In 1904 maakte hij deel uit van het amerikaanse team dat het zilver wist te veroveren. Hij speelde voor de club Chicago Athletic Association
 Goud: New York Athletic Club · 
David Bratton · 
George Van Cleaf · 
Budd Goodwin · 
Louis Handley · 
David Hesser · 
Joseph Ruddy · 
James Steen
 Zilver: Chicago Athletic Association · 
Rex Beach · 
Jerome Steever · 
Edwin Swatek · 
Charles Healy · 
Frank Kehoe · 
David Hammond · 
William Tuttle
 Brons: Missouri Athletic Club · 
John Meyers · 
Manfred Toeppen · 
Gwynne Evans · 
Amedee Reyburn · 
Fred Schreiner · 
Augustus Goessling · 
William Orthwein